# Левамизол
Левамизо́л — антигельминтное средство. Обладает также свойствами иммуномодулятора: при некоторых сравнительно нетяжелых иммунодефицитных состояниях проявляет иммуностимулирующие свойства, при некоторых аутоиммунных заболеваниях — умеренные иммуносупрессивные свойства.
Левамизол  входит в перечень жизненно необходимых и важнейших лекарственных препаратов.
У препарата выявлен ряд серьезных побочных явлений (дерматит, кожный васкулит, ANA- и ANCA-положительные васкулиты мелких сосудов, лейкопения, тромбоцитопения, агранулоцитоз, а также развитие лейкоэнцефалопатии через 2—5 нед от начала приема препарата, в 2000 г. привело к запрету препарата в США, а в 2004 г. — в Европе.

## Фармакологическое действие
Противогельминтное средство. Высокоэффективен при аскаридозе, менее эффективен при трихостронгилоидозе, некаторозе, стронгилоидозе, анкилостомидозе. Парализует гельминтов, вызывая деполяризацию их мышц, кроме того, угнетает фумарат-редуктазу, нарушая течение биоэнергетических процессов гельминтов. Левамизол обладает также иммуномодулирующим действием, нормализует клеточный иммунитет. Механизм иммуномодулирующего действия окончательно не выяснен, полагают, что он связан со стимулирующим влиянием на макрофаги и T-лимфоциты.

## Фармакокинетика
После приема внутрь левамизол быстро абсорбируется из ЖКТ. Максимальная концентрация в плазме крови достигается через 1.5-4 ч. Интенсивно метаболизируется в печени. Период полувыведения из плазмы составляет 3-4 ч, а для метаболитов — 16 ч. Выводится главным образом с мочой в виде метаболитов и в небольшом количестве — с калом. Около 70 % выводится с мочой, 5 % — в неизмененном виде.

## Показания
В качестве противоглистного средства для лечения заболеваний, вызываемых паразитическими червями и их личинками аскаридоз, некатороз, стронгилоидоз, трихостронгилоидоз, анкилостомидоз, токсокароз.
В качестве иммуномодулирующего средства: инфекционные заболевания (в том числе рецидивирующая инфекция, вызванная вирусами Herpes simplex типа 1 и 2, Varicella zoster, хронический активный гепатит B, персистирующий вирусный гепатит); ревматоидный артрит, болезнь Крона, болезнь Рейтера, афтозный стоматит, СКВ (для поддержания ремиссии); злокачественные новообразования (после хирургического, лучевого или химиотерапевтического лечения) бронхов, толстой кишки, молочных желез, в состоянии ремиссии при болезни Ходжкина, в интервалах цитостатического лечения лейкемии.

## Режим дозирования
В качестве противоглистного средства взрослым — 150 мг однократно вечером, детям — в дозе 2.5 мг/кг однократно вечером.
В качестве иммуностимулирующего средства обычно применяют в дозе 150 мг/сут — однократно или в 3 приема по 50 мг в течение 3 дней подряд каждые 2 недели. Продолжительность лечения определяется индивидуально.

## Побочное действие
- Со стороны ЦНС: нервозность, нарушения сна, депрессия; редко — синдром, сходный с энцефалопатией (у пациентов с юношеским артритом и с паразитарными заболеваниями кишечника).
- Со стороны пищеварительной системы: возможны тошнота, рвота, анорексия, диарея, запор, стоматит; в единичных случаях — острый панкреатит.
- Со стороны органов чувств: нарушения вкуса и обоняния. Ощущение посторонних запахов.
- Дерматологические реакции: кожная сыпь, дерматит.
- Со стороны костно-мышечной системы: миалгия, артралгия.
- Со стороны системы кроветворения: редко — агранулоцитоз, тромбоцитопения.
- Со стороны обмена веществ: редко — повышение триглицеридов и холестерина.
- Прочие: возможны гриппоподобные симптомы — лихорадка, слабость.

## Противопоказания
Агранулоцитоз, вызванный лекарственными препаратами в анамнезе, повышенная чувствительность к левамизолу, беременность, период лактации, детский возраст до 14 лет.

## Беременность и лактация
Адекватных и хорошо контролируемых исследований безопасности применения левамизола при беременности не проводилось. При необходимости применения следует тщательно взвесить ожидаемую пользу терапии для матери и потенциальный риск для плода.
В экспериментальных исследованиях показано, что у крыс и у кроликов левамизол не оказывает тератогенного действия при введении внутрь в дозах до 180 мг/кг/сут, однако в наибольшей дозе отмечена эмбриотоксичность у обоих видов.
Неизвестно, выделяется ли левамизол с грудным молоком у человека. Установлено, что левамизол выделяется с молоком у коров. Учитывая это, при необходимости применения левамизола в период лактации грудное вскармливание следует прекратить.

## Особые указания
С осторожностью применяют у пациентов с заболеваниями печени, почек, при угнетении кроветворения, цереброваскулярных нарушениях.
В процессе лечения необходим контроль уровня лейкоцитов в крови.
В период лечения не рекомендуется употребление алкоголя.
С осторожностью применять одновременно с другими препаратами, влияющими на гемопоэз.
При одновременном проведении антикоагулянтной терапии следует тщательно подбирать дозы и наблюдать за состоянием больного.

## Лекарственное взаимодействие
Имеются сообщения о том, что комбинация левамизола и этанола может вызывать дисульфирамоподобные реакции.
Левамизол может увеличивать концентрацию фенитоина в плазме крови.
При одновременном применении его с варфарином возможно развитие кровотечения, по-видимому, вследствие ингибирования метаболизма.
По данным Департамента по борьбе с оборотом наркотиков (DEA) США, Канады, стран Центральной и Южной Америки, а также ЕС за 2008-2009 гг, применяется для увеличения объёма и как усилитель действия кокаина и амфетаминов в более 80% изъятых партий наркотика.
Замечен взрывной рост случаев гранулоцитоза среди употребляющих данный наркотик людей. Критически усиливает симптомы зависимости и вызывает более тяжёлую её степень за счёт побочного эффекта препарата:  накопления и существенного торможения процесса распада допамина в синапсах нейронов.
Из-за общеизвестного и часто применяемого процесса очистки кокаина в домашних условиях с применением дегидрализованного ацетона, остающегося в высокой концентрации в наркотике, и потому, что Левамизол не растворяется в ацетоне и остаётся даже в очищенном кокаине, проблема усугубляется до размеров катастрофы. Общеизвестная особенность ацетона - это увеличение проникаемости клеточной мембраны нейронов ЦНС. То есть ацетон открывает и ускоряет метаболизм наркотических препаратов, тем самым усиливает эффект от их воздействия и приводит к физиологической зависимости человека от веществ, в чистом виде её не вызывающих (например никотин, амфетамины, психоактивные вещества и тд.).
Такое же действие Левамизол оказывает в комбинации с амфетаминами и антидепрессантами, влияющими на метаболизм серотонина и других моноаминовых нейротрансмиттеров (например: Адерал, Дулокситин). Это вызывает недостаток выработки этих веществ в организме, что приводит к продлению действия препаратов, физическому и нервному истощению, а также к усилению депрессивных состояний, психозам, диссоциативным расстройствам и многкратно усиливает влечение к таким наркотикам, как метамфетамин, экстази, первитин, кокаин, и к другим препаратам, стимулирующим психическую активность. 
Источник:
Journal List  Academy of Forensic Pathology. 2017 года.